# Juan Manuel López Sanabria
Juan Manuel López Sanabria (Angangueo, Michoacán, 31 de mayo de 1921 - 22 de mayo de 1986). Fue un médico y político mexicano, miembro del Partido Acción Nacional, fue uno de los principales líderes de su partido en Guanajuato y diputado federal.
Juan Manuel López Sanabria realizó sus estudios básicos en la ciudad de Morelia y posteriormente los de medicina en San Luis Potosí, se especilizó con un posgrado en dermatología y alergia en el Hospital General de México y en el Hospital Mount Sinai de la Universidad de Columbia. Se desempeñó como jefe de consulta externa del servicio de piel del Hospital General de México de 1947 a 1948 y posteriormente se trasladó a León, Guanajuato como responsable de las brigadas contra la lepra, estableciéndose definitivamente en dicha ciudad.
En León, además de ejercer su carrera de medicina, destacó por su actividad político siendo uno de los principales miembros del Partido Acción Nacional, en 1970 fue candidato a diputado federal y resultó elegido diputado de partido a la XLVIII Legislatura que terminó en 1973, en 1976 fue candidato a presidente municipal de León y a decir de su partido resultó elegido, sin embargo, el Congreso de Guanajuato declaró nulas las elecciones y estableció un Consejo de Administración Civil. En 1979 y 1985 fue candidato a gobernador de Guanajuato, resultando oficialmente triunfadores en ambas elecciones los candidatos del PRI Enrique Velasco Ibarra  y Rafael Corrales Ayala. Murió el 22 de mayo de 1986.